# Engelbert I (hrabia Mark)
Engelbert I (ur. ok. 1225 r., zm. 16 listopada 1277 r. w Bredevoort) – hrabia Mark od 1249 r.

## Życiorys
Engelbert był najmłodszym spośród trzech synów hrabiego Mark Adolfa I i Irmgardy, córki hrabiego Geldrii Ottona I. Początkowo dziedzicem ojca miał być najstarszy jego syn Eberhard, ten jednak zmarł przed ojcem w 1241 r. Po śmierci ojca w 1249 r. objął dziedzictwo po nim wraz ze starszym bratem Ottonem. Otto, początkowo przeznaczony do stanu duchownego, porzucił habit i zmusił brata to podziału hrabstwa. Engelbert pozostał hrabią Mark, a Otto został hrabią Alteny. 
Engelbert kontynuował swoich poprzedników i starał się poszerzać granice swego hrabstwa. Hrabstwo Mark zyskiwało na znaczeniu, co doprowadziło jednak do rozwoju konfliktów z arcybiskupstwem Kolonii, którego hrabia Mark formalnie był lennikiem. Spory z arcybiskupami dotyczyły m.in. kontroli nad Essen oraz Bochum. W 1262 r., po śmierci Ottona, z którym wiódł liczne spory, Engelbert na powrót zjednoczył hrabstwo Mark. Już w następnym roku wybuchła wojna między hrabią Mark a arcybiskupem Kolonii Engelbertem z Falkenburga. Zakończyła się w 1265 r. pokojem, a hrabia Mark, którego pierwsza żona zmarła, ożenił się z bratanicą arcybiskupa. Pozostawał odtąd z nim w dobrych stosunkach.
W 1273 r. Engelbert z Mark uzyskał królewską nominację na strażnika pokoju w Westfalii. W 1275 r. zmarł arcybiskup Engelbert z Falkenburga i tron arcybiskupi objął Zygfryd z Westerburga, który podjął działania w celu umocnienia dominacji arcybiskupiej nad świeckimi państwami Westfalii. Engelbert przyłączył się do sojuszu zawiązanego w celu przeciwstawienia się arcybiskupowi. Wkrótce potem został jednak schwytany przez stronnika arcybiskupa Hermana z Lohn i zmarł w jego niewoli w Bredevoort wskutek ran odniesionych w czasie porwania. Syn i następca Engelberta, Eberhard II pomścił ojca: zdobył i zniszczył zamek w Bredevoort.

## Rodzina
Engelbert był dwukrotnie żonaty. Pierwszą jego żoną była Kunegunda, córka Henryka z Blieskastel. Wśród ich dzieci byli:
- Agnieszka, żona Henryka z Windeck (syna hrabiego Bergu Adolfa IV),
- Zofia, żona hrabiego Ziegenhain Ludwika II,
- Ryszarda, żona Ottona z Tecklenburga,
- Eberhard II, następca ojca jako hrabia Mark.

Drugą żoną Engelberta była Elżbieta, córka Dytryka II z Heinsbergu i Valkenburga. Znamy troje dzieci pochodzących z tego związku:
- Adelajda, żona hrabiego Kleve Ottona,
- Mechtylda, żona Florisa z Berlaer i Mechelen,
- Gerard, pan w Rodichem.